# Сигуткин, Алексей Алексеевич
Алексей Алексеевич Сигу́ткин (род. 12 сентября 1949, Мызовка, Тульская область) — генерал-лейтенант, заместитель командующего ВДВ России, активный участник событий в зоне грузино-абхазского конфликта 1992—1993, военный миротворец, депутат Государственной Думы РФ в 2004—2007.
В 2007 году избран депутатом Госдумы РФ пятого созыва по списку партии «Единая Россия», однако в январе 2008 года был назначен руководителем аппарата Государственной думы и отказался от депутатского мандата. С декабря 2007 по 2011 год возглавлял аппарат Госдумы РФ.

## Биография
Родился 12 сентября 1949 года в селе Мызовка Епифанского (ныне — Кимовского) района Тульской области.

### Военная карьера
Окончил Рязанское ВВДКУ, Военную академию имени М. В. Фрунзе и Военную академию Генерального штаба.
Участвовал в боевых действиях в Афганистане, в зоне грузино-абхазского конфликта (1992—1993), в Чечне (1994—1995), в миротворческих операциях на территории Югославии (в 1996).

#### Миссия в Абхазии (1992—1993)
Миссия в Абхазии — вершина деятельности Сигуткина как военачальника и миротворца.
В период грузино-абхазского конфликта 1992—1993 группировка ВДВ РФ (которой наряду с Сигуткиным посменно командовали два других замкомандующего ВДВ Александр Чиндаров и Виктор Сорокин), имела задачи максимально обезопасить мирное население, не допустить разрастания конфликта, взять под охрану особо важные объекты Российской Федерации в Абхазии: 24-ю спецлабораторию Минобороны РФ, которая вела сейсмическую разведку, мониторинг испытательных ядерных взрывов в других государствах. Кроме того — взять под охрану в районе Пицунды — два научно-исследовательских центра оборонного назначения. В Сухуме группировка взяла под охрану военные санатории РФ и филиал Института приматологии, частью которого был обезьяний питомник на горе Трапеция. Группировка под командованием Сигуткина не допускала вертолётной атаки грузинских войск на Гудауту и бомбардировок города, где находилось руководство Абхазии во главе с Владиславом Ардзинбой. Это имело огромное значение для обороноспособности Республики Абхазии и живучести органов её военного управления. Деятельность Сигуткина в Абхазии объективно способствовала успеху сил абхазского сопротивления.
В 2000 году Сигуткин вышел в отставку (уволился из Вооруженных Сил в связи с проводимым сокращением) в должности заместителя командующего Воздушно-десантными войсками по боевой подготовке.

### Госслужба
В апреле 2001 года ставший министром внутренних дел РФ Борис Грызлов (назначен президентом Путиным 28 марта 2001 года) назначил Алексея Сигуткина своим советником.
В мае 2003 года избран секретарём Псковского регионального политсовета партии «Единая Россия».

### Государственная дума
На выборах в Госдуму в декабре 2003 года был выдвинут кандидатом от «Единой России» по Псковскому одномандатному округу № 141. При этом в списке предвыборного блока «Единая Россия» баллотировались министр внутренних дел РФ Борис Грызлов, руководитель МЧС России Сергей Шойгу, мэр Москвы Юрий Лужков, президент Татарстана Минтимер Шаймиев. В ходе избирательной кампании в округе Сигуткин опирался на административный ресурс и по итогам выборов получил большинство голосов (27,15 %), обойдя основного конкурента Михаила Кузнецова (21,25 %). На тех выборах «Единая Россия» получила конституционное большинство в парламенте. В декабре 2003 года фракция «Единой России» была зарегистрирована в составе 300 депутатов из 447 возможных. В Госдуме Сигуткин был первым заместителем председателя Комитета Госдумы по обороне в 2004—2007.
В декабре 2006 года Борис Грызлов заявил, что Сигуткин возглавил список «Единой России» на выборах в Псковское областное Собрание депутатов. На состоявшихся 11 марта 2007 года выборах список набрал 45,42 % голосов избирателей. При пропорциональном распределении мандатов список «Единой России» получил 11 мандатов из 22. Однако Сигуткин ожидаемо отказался от мандата, выступив «паровозом».
В июне 2007 года в Пскове депутат Государственной думы Алексей Сигуткин был переизбран секретарем Псковского регионального политсовета «Единой России».
На выборах в Госдуму в декабре 2007 года был выдвинут кандидатом от «Единой России» в составе федерального списка кандидатов. 2 декабря 2007 года был избран депутатом Государственной думы пятого созыва. Вновь стал членом фракции «Единая Россия» и членом Комитета по обороне. Однако через месяц, 16 января 2008 года, депутатские полномочия были прекращены в связи с назначением на пост руководителя Аппарата Государственной думы. Мандат перешел Михаилу Иванову.
Возглавлял аппарат Государственной думы до 2011 года. Его сменила Джахан Поллыева.

## Награды
Награждён 4 орденами и 10 медалями, в том числе орденом Почёта (2005), орденом «За личное мужество» и орденом Мужества.
В 2009 году награждён Почётной грамотой правительства Российской Федерации.

## Семья
Женат, имеет двоих детей — сына и дочь.